# Yael Padilla
Jonathan Yael Padilla Sandoval (* 19. Dezember 2005 in Tonalá, Jalisco) ist ein mexikanischer Fußballspieler, der im offensiven Mittelfeld bzw. als Außenstürmer eingesetzt wird.

## Leben
Padilla kam im Alter von 13 Jahren zu Chivas, wo er den Nachwuchsbereich durchlief und eine so hohe Qualität bewies, dass der Cheftrainer Veljko Paunović ihn 2023 in die erste Mannschaft holte, ohne dass er den ansonsten üblichen Weg über die zweite Mannschaft Deportivo Tapatío gehen musste.
Das hoffnungsvolle Nachwuchstalent kam gleich am 3. Juli 2023 im ersten Punktspiel der Apertura 2023 beim Club León zum Einsatz, wo er zudem schon bald nach seiner Einwechslung in der 81. Minute den Siegtreffer zum 2:1 für seine Mannschaft erzielte und damit der jüngste Chivas-Spieler aller Zeiten ist, der ein Tor in der höchsten mexikanischen Spielklasse erzielte. Bereits im zweiten Saisonspiel am 8. Juli 2023 kam er auch im ersten Heimspiel gegen Atlético San Luis zum Einsatz und erzielte in der 38. Minute den Führungstreffer zum 1:0, mit dem er den Grundstein zum 3:1-Erfolg seiner Mannschaft legte. 
Auch im am 16. Juli 2023 ausgetragenen Rückspiel um die Trofeo Árbol de Gernika, mit dem der Athletic Club de Bilbao sein 125-jähriges Vereinsjubiläum feierte, erzielte Padilla den Treffer zum 2:0-Endstand in der regulären Spielzeit.